# Pricomigdală

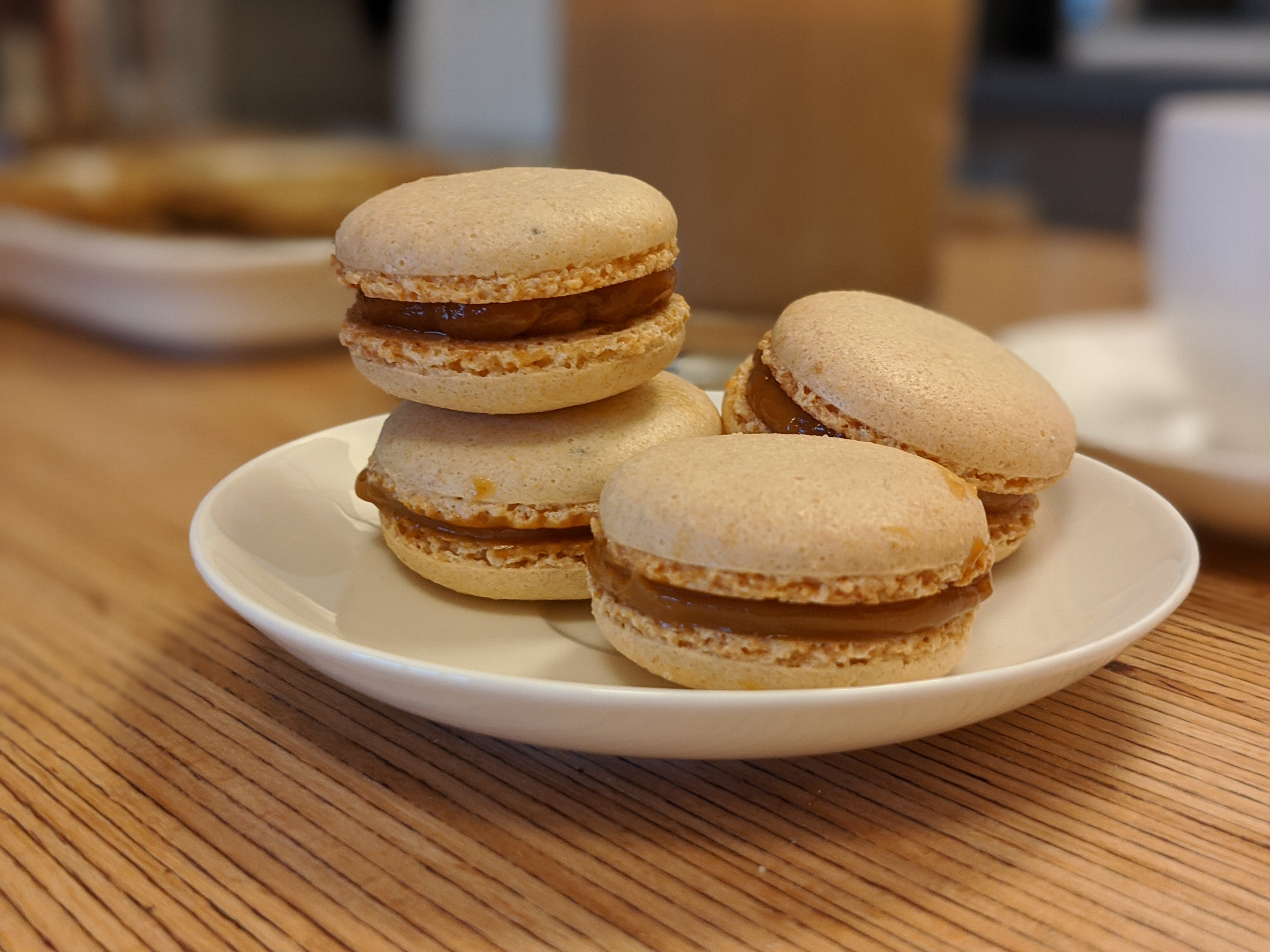
Pricomigdale

O pricomigdală, cunoscută și ca macaron, este un produs de patiserie de mici dimensiuni preparat din albuș de ou, zahăr și migdale. Uneori i se adaugă colorant alimentar și diverse umpluturi, precum marțipan, gem sau ganaș.